# Foni Bintang-Karenai
Foni Bintang-Karenai est un district de la division de West Coast en Gambie. En 2013, sa population était de 20 185 habitants.

## Source de la traduction
- (de) Cet article est partiellement ou en totalité issu de l’article de Wikipédia en allemand intitulé « Foni Bintang-Karenai » (voir la liste des auteurs).